# Байкожа
Байкожа (каз. Байғожа) — село в Казалинском районе Кызылординской области Казахстана. Входит в состав Майлыбасского сельского округа. Код КАТО — 434449300.

## Население
В 1999 году население села составляло 215 человек (116 мужчин и 99 женщин). По данным переписи 2009 года, в селе проживал 271 человек (133 мужчины и 138 женщин).

## Галерея

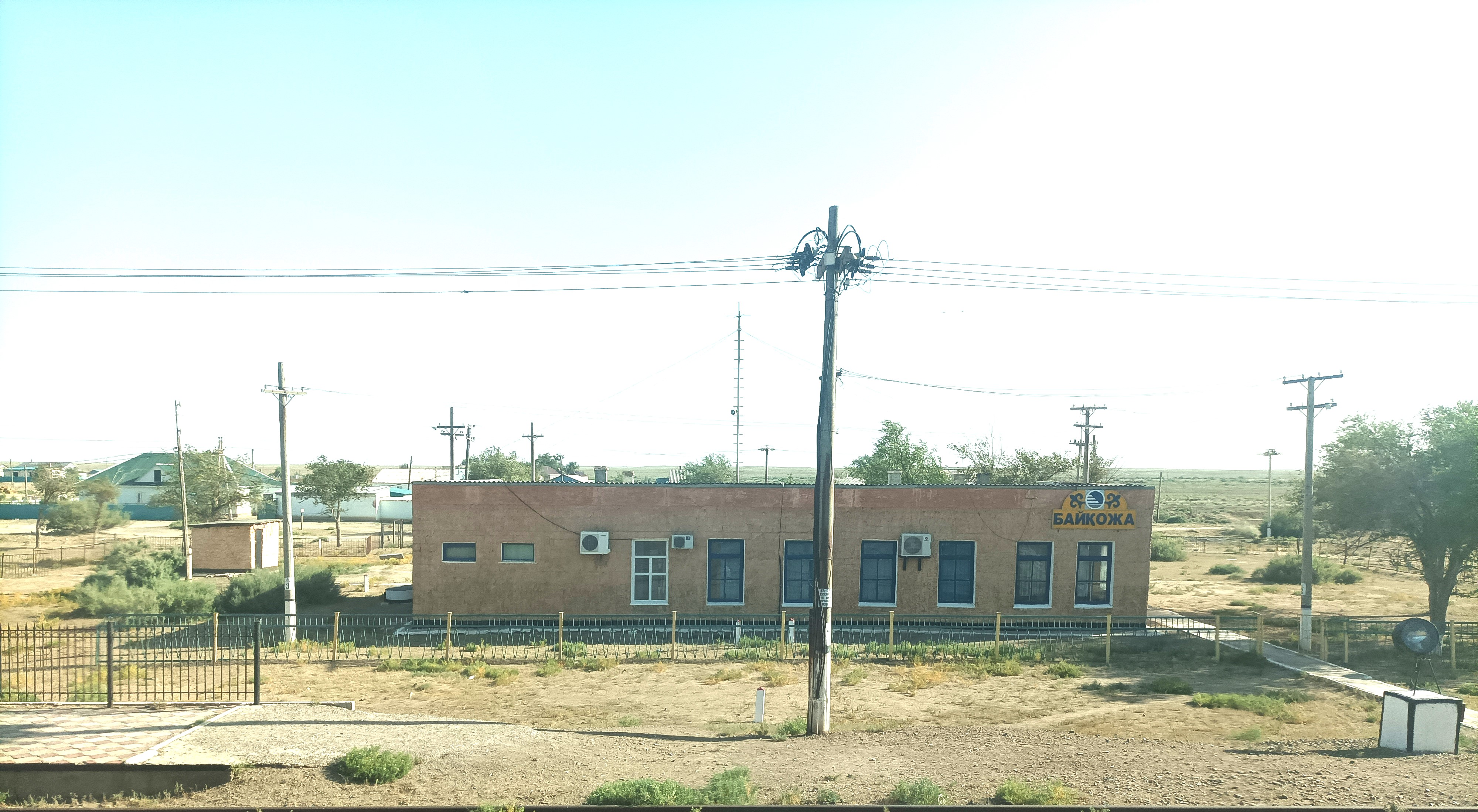
Байкожа
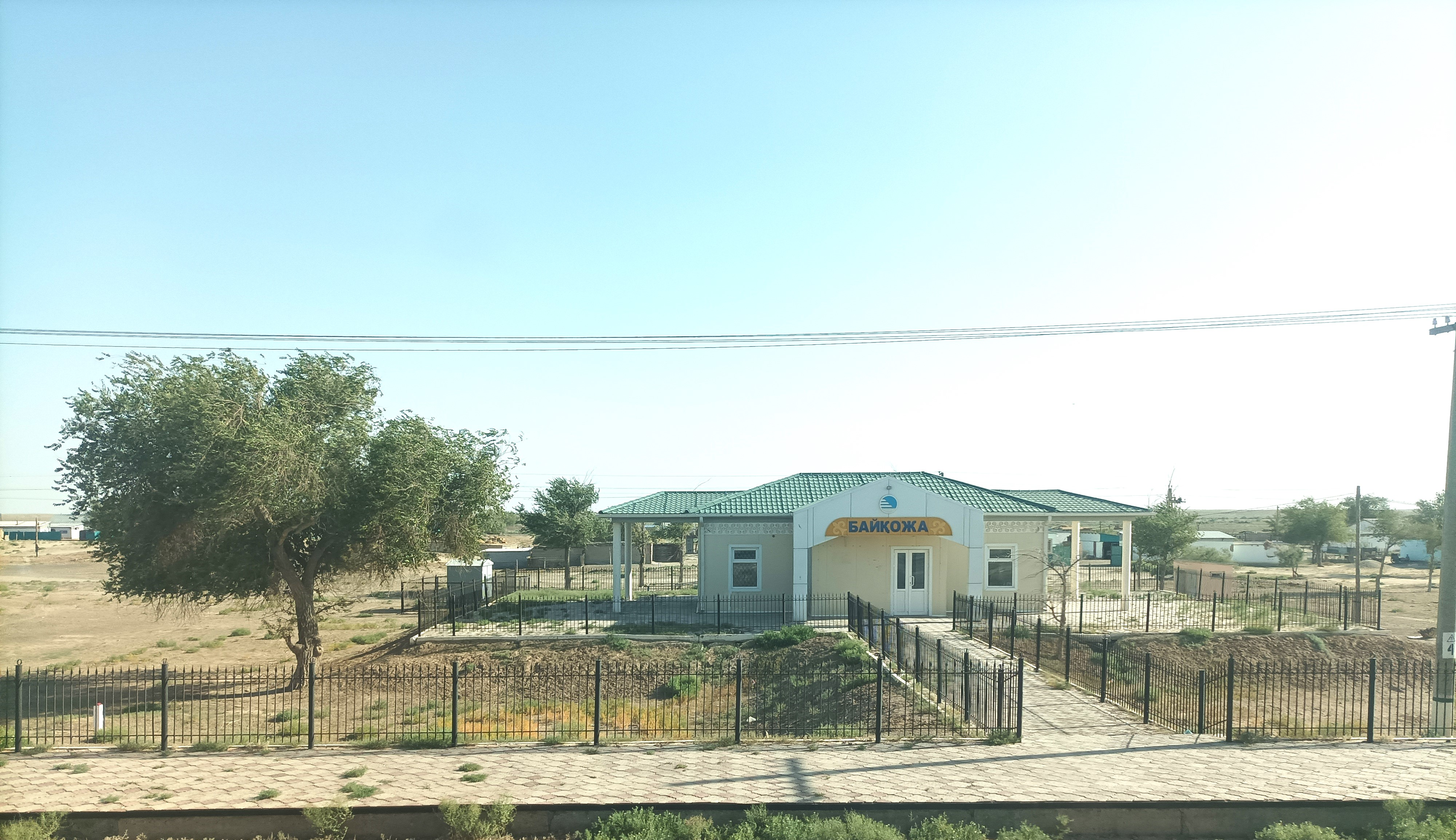
ж.д.станция
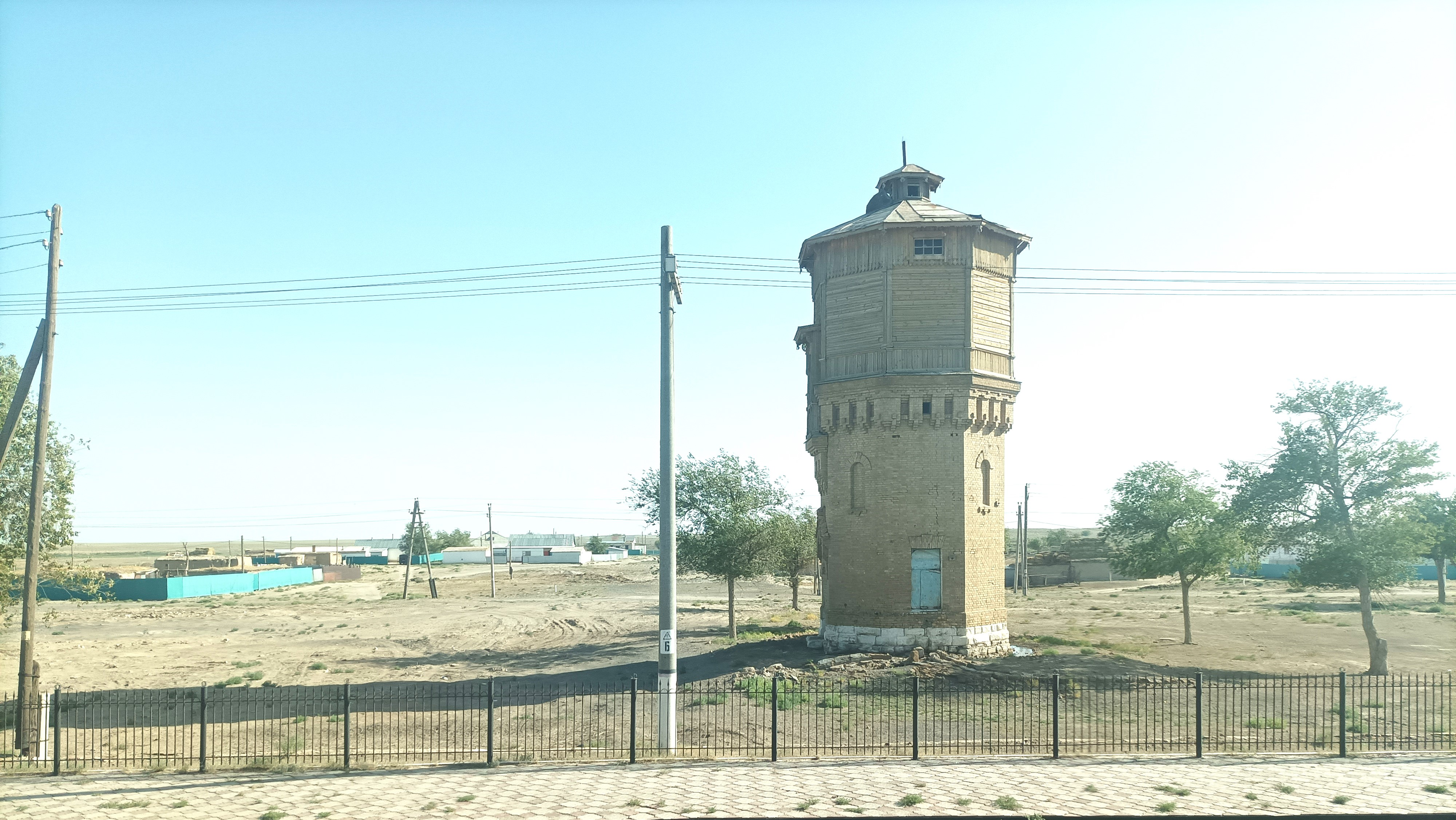
Байкожа
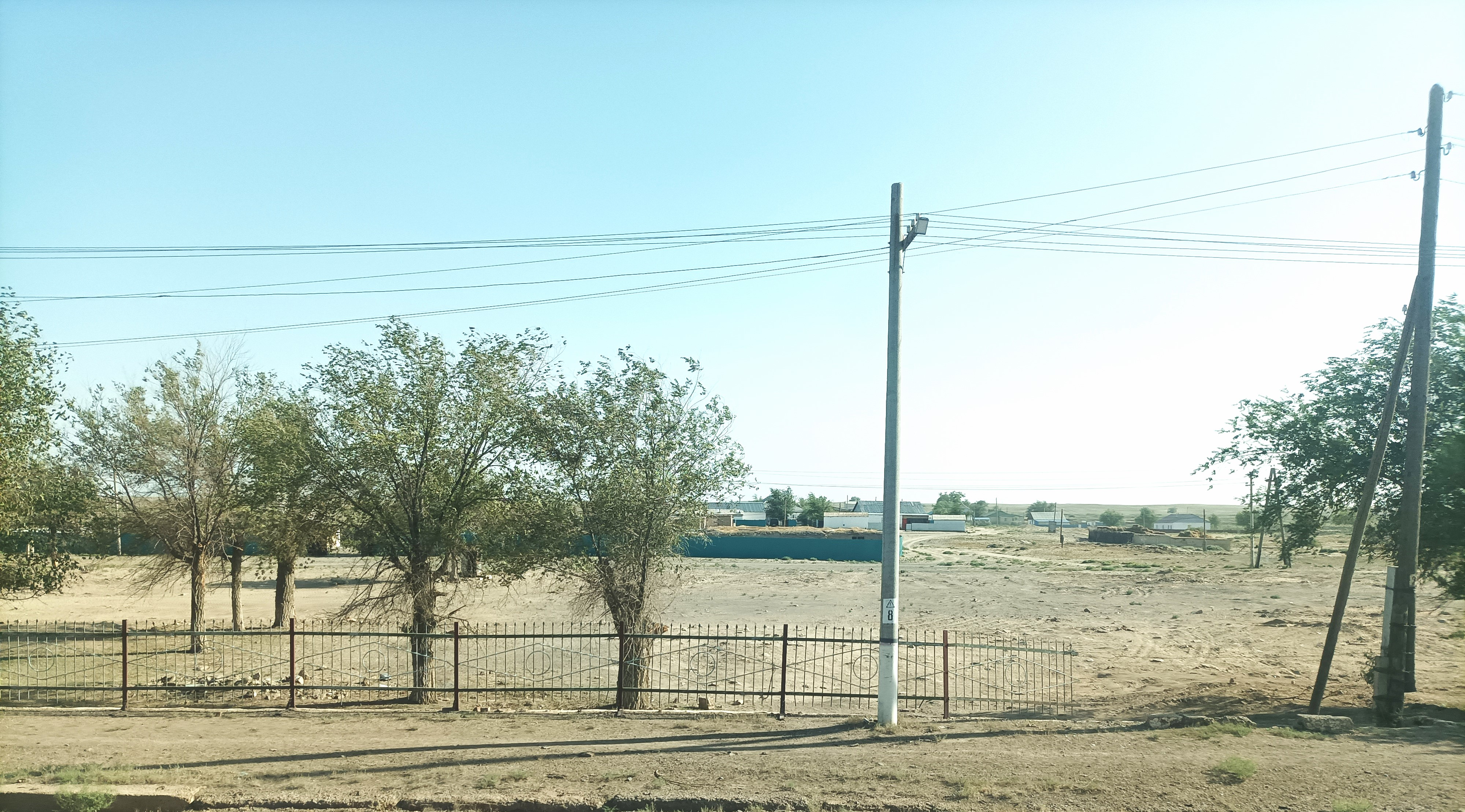
Байкожа